# Jílové
Jílové (in tedesco Eulau) è una città della Repubblica Ceca facente parte del distretto di Děčín, nella regione di Ústí nad Labem.

## Geografia
È situata ai confini con la Svizzera boema separata dalle Elbsandsteingebirge nella vallata del torrente Jílovský, un affluente sinistro del fiume Elba (Labe). La città si trova ai piedi del monte Děčínský Sněžník, a circa 8 km (5 mi) a ovest di Děčín. Grazie alla sua pittoresca cornice, Jílové è una meta ambita dagli escursionisti.

## Storia

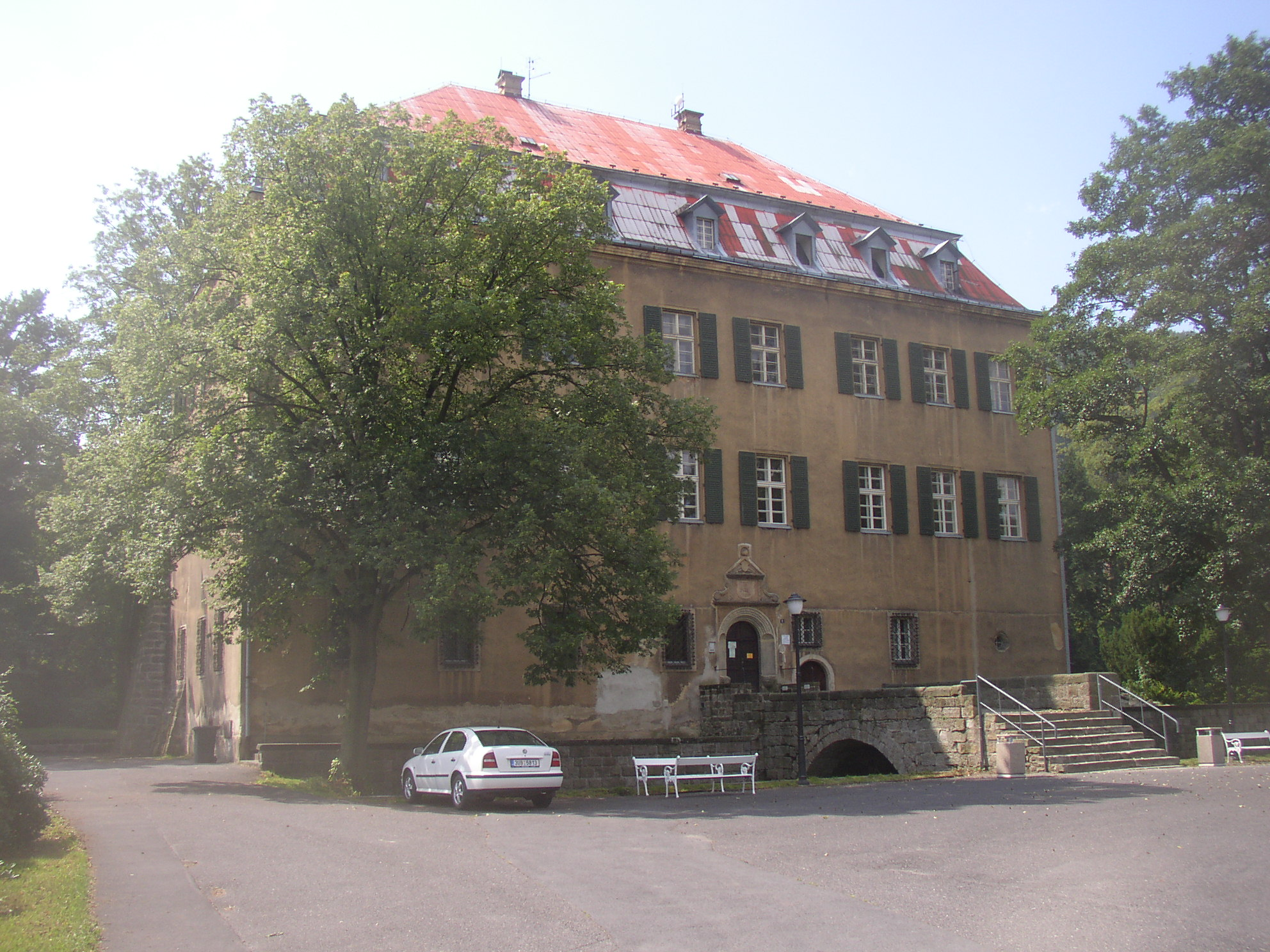
Castello di Jílové

Eulow, un insediamento lungo un'antica via commerciale nel regno di Boemia, fu menzionato per la prima volta in un atto del 1348 emesso dall'imperatore Carlo IV. Si narra che il colle Lotarův potesse essere stato il luogo in cui si svolse la seconda battaglia di Chlumec del 1126 tra Soběslav I, duca di Boemia e il re Lotario III di Germania, e della cui esatta posizione non si è certi.
Nel 1554 si documenta, che nel XIV secolo fu eretto in loco un castello circondato d'acqua, in cui risiedettero i Signori di Lípa. Dopo la battaglia della Montagna Bianca del 1620, la proprietà venne conquistata dall'imperatore Ferdinando II e nel 1629 furono concesse ai conti di Thun residenti a Děčín. La dinastia Thun-Hohenstein fece ricostruire il castello con ampi giardini.
Gran parte dell'insediamento fu devastato durante la battaglia di Kulm del 1813. Dopo la seconda guerra mondiale, la popolazione tedesca fu espulsa e le proprietà di Thun-Hohenstein vennero trasferite nella Repubblica cecoslovacca. Nel 1964 Jílové ricevette il titolo di città.